# Niet-lineaire algebra
Niet-lineaire algebra is het niet-lineaire analogon van lineaire algebra, die noties van ruimten en transformaties veralgemeent die voortkomen uit de lineaire setting. Niet-lineaire algebra wordt sterk ondersteund door algebraïsche meetkunde. Ook de computationele wiskunde was belangrijk voor de ontwikkeling van het onderzoeksgebied.
De topologische context voor niet-lineaire algebra is typisch de zariski-topologie, waarbij gesloten verzamelingen de algebraïsche verzamelingen zijn. Aanverwante gebieden in de wiskunde zijn tropische meetkunde, commutatieve algebra en wiskundige optimalisatie.

## Algebraïsche meetkunde
Niet-lineaire algebra is nauw verwant aan de algebraïsche meetkunde, waarbij de belangrijkste studieobjecten algebraïsche vergelijkingen, algebraïsche variëteiten en schema's zijn.

## Computationele niet-lineaire algebra
De methoden in computationele niet-lineaire algebra kunnen grofweg in twee domeinen worden onderverdeeld: symbolisch en numeriek. Symbolische methoden zijn vaak afhankelijk van de berekening van gröbner-basissen en resultanten. Numerieke methoden gebruiken doorgaans homotopie-continuatie, met als basisveld de complexe getallen.